# Léonard Le Cloarec
Pour les articles homonymes, voir Le Cloarec.
 (juillet 2021).
La mise en forme du texte ne suit pas les recommandations de Wikipédia : il faut le « wikifier ».
Les points d'amélioration suivants sont les cas les plus fréquents. Le détail des points à revoir est peut-être précisé sur la page de discussion.
- Les titres sont pré-formatés par le logiciel. Ils ne sont ni en capitales, ni en gras.
- Le texte ne doit pas être écrit en capitales (les noms de famille non plus), ni en gras, ni en italique, ni en « petit »…
- Le gras n'est utilisé que pour surligner le titre de l'article dans l'introduction, une seule fois.
- L'italique est rarement utilisé : mots en langue étrangère, titres d'œuvres, noms de bateaux, etc.
- Les citations ne sont pas en italique mais en corps de texte normal. Elles sont entourées par des guillemets français : « et ».
- Les listes à puces sont à éviter, des paragraphes rédigés étant largement préférés. Les tableaux sont à réserver à la présentation de données structurées (résultats, etc.).
- Les appels de note de bas de page (petits chiffres en exposant, introduits par l'outil «  Source ») sont à placer entre la fin de phrase et le point final[comme ça].
- Les liens internes (vers d'autres articles de Wikipédia) sont à choisir avec parcimonie. Créez des liens vers des articles approfondissant le sujet. Les termes génériques sans rapport avec le sujet sont à éviter, ainsi que les répétitions de liens vers un même terme.
- Les liens externes sont à placer uniquement dans une section « Liens externes », à la fin de l'article. Ces liens sont à choisir avec parcimonie suivant les règles définies. Si un lien sert de source à l'article, son insertion dans le texte est à faire par les notes de bas de page.
- La présentation des références doit suivre les conventions bibliographiques. Il est recommandé d'utiliser les modèles {{Ouvrage}}, {{Chapitre}}, {{Article}}, {{Lien web}} et/ou {{Bibliographie}}. Le mode d'édition visuel peut mettre en forme automatiquement les références.
- Insérer une infobox (cadre d'informations à droite) n'est pas obligatoire pour parachever la mise en page.

Pour une aide détaillée, merci de consulter Aide:Wikification.
Si vous pensez que ces points ont été résolus, vous pouvez retirer ce bandeau et améliorer la mise en forme d'un autre article.
 (juillet 2021).
Léonard Le Cloarec est un saxophoniste, flûtiste et compositeur français, né le 26 novembre 1983 à Paris 14e.
Multi-instrumentiste, dans la lignée des saxophonistes de big bands et de jazz, il maîtrise d’autres instruments de musique comme la flûte traversière, la clarinette, la contrebasse (avec archet), ainsi que le clavier et le piano pour la composition.
Passionné d'images comme de scènes, il compose - entre autres - la musique originale de l'émission à succès  Secrets d'Histoire, présentée par Stéphane Bern, sur France 2.
Touche à tout, Léonard Le Cloarec partage aujourd’hui son temps entre la scène et la composition. Il se lance actuellement dans la production d’un spectacle alliant plusieurs formes d’art : la musique, l’image et la scénographie.

## Biographie

### Enfance
Léonard Le Cloarec naît à Paris dans le 14e arrondissement dans une famille d'artistes. Son père, Gérard Le Cloarec, est peintre et sa mère, Aude, souffleuse de verre. Pour ses parents, le prénom de Léonard s'est imposé « comme une évidence », explique le quotidien Le Télégramme : en « hommage au grand Léonard de Vinci et aussi au pays du Léon et de ses habitants ». En effet, la famille Le Cloarec partage son temps entre Paris et leur maison familiale de l'île Callot, située sur la commune de Carantec (Finistère), dans le Léon.
C'est sous le regard de son père qu'il s'initie au saxophone dès l'enfance. « Il en joue depuis l'âge de 8 ans où », précise Le Télégramme, « les yeux dans les yeux de son père, il lui déclare qu'il jouera de cet instrument ».
Enfant, il se souvient aussi du goût qu'il développe pour le lien entre la musique et l'image. « L'image, c'est aussi l'enfance et Le Carnaval des animaux du compositeur Camille Saint-Saëns », raconte-t-il. Cette découverte de l'univers de Camille Saint-Saëns jouera, à l'âge adulte, un rôle déterminant dans sa carrière de compositeur. Pour lui, toutes les musiques de films viennent de là, de « cette manière géniale de créer un thème par personnage ».

### Diplômes
Léonard Le Cloarec est titulaire d'un diplôme d'études musicales (DEM) de saxophone classique au Conservatoire du 15e à Paris,. Il est également diplômé en jazz à l'École de musiques actuelles (EDIM) et à l'American School of Modern Music of Paris.

### Saxophoniste
À partir de 2007, il intègre plusieurs groupes dont celui de Faton Cahen, cofondateur de Magma (avec deux albums, Amalgama et Don Faton signés chez Naïve), et Peach Noise, avec Napoleon Murphy Brock, l'ex-chanteur de Frank Zappa.
Son ouverture d’esprit, son goût pour l'éclectisme et sa passion pour la musique - écrite ou improvisée - lui permettent de jouer avec un large éventail de musiciens issus de différentes cultures musicales. A ce jour, le musicien compte entre autres, parmi ses collaborations : Gloria Gaynor, Polo & Pan, Didier Malherbe, Brian Jackson (flûtiste, chanteur, compositeur et producteur américain.connu pour ses collaborations avec Gil Scott-Heron), De La Soul ou encore Jean Claude Vannier.
Le saxophoniste participe également à des émissions télé, notamment sur la scène de la version française du célèbre télé-crochet The Voice. Il accompagne ainsi Florent Pagny, Arielle Dombasle, Liane Foly, ou encore Enrico Macias.
Léonard Le Cloarec anime aussi, depuis 2007, plusieurs ciné-concerts. Parmi ses nombreuses collaborations, l'instrumentiste se produit régulièrement au Festival d’Anères (Hautes-Pyrénées), où il compose en live, interprète et accompagne des films muets des années 20,.

### Compositeur
Après avoir appartenu à plusieurs groupes, Léonard Le Cloarec se lance en solo et crée son propre groupe en 2011, Animal Organic, dont il est l’auteur, le compositeur et le producteur,. C’est l’occasion rêvée pour ce fils de peintre de concrétiser son envie originelle, lier la musique à l’image. Il coréalise alors avec Tristan Sébenne le film éponyme Animal Organic. Ce film met en avant son univers, un travail très personnel où image et musique ne peuvent se dissocier. Si Animal Organic connaît un succès limité auprès du grand public, l’œuvre va taper dans l’œil du producteur de télévision Jean-Louis Remilleux.
Sa rencontre avec le producteur de télévision se déroule, en 2013, lors d'une soirée privée. « Je fais partie de plusieurs formations, dont un quintet de jazz et Jean-Louis Remilleux nous a invités. Il a écouté mon disque Animal Organic et m'a dit qu'il y voyait un côté cinématographique ». Aussitôt, il lui donne quinze jours pour faire une proposition d'identité sonore pour son émission Secrets d'Histoire. « Je ne le remercierai jamais assez », s'émeut-il.
Repéré pour la qualité de son travail à l’image, il se voit donc confier les commandes de la nouvelle identité sonore de Secrets d'Histoire, la célèbre émission culturelle diffusée sur France 2. Léonard Le Cloarec compose la bande originale et en supervise l'enregistrement. Aidé de Bertrand Allagnat et Julien Bonnard, il signe le générique et le décline « à volonté sous une forme plus enjouée ou plus dramatique en plus de vingt-trois airs différents ». Depuis 2013, il continue à composer régulièrement de nouvelles musiques pour l’émission. Des variations sur un même thème qui donnent « une vraie identité sonore à Secrets d'Histoire » souligne le producteur Laurent Ménec, de la Société européenne de production (SEP). « Les compositions de Secrets d'histoire sont interprétées par l'Orchestre national de Radio France et les chœurs de la Maîtrise de la cathédrale de Reims. Alors même que de nombreuses fictions enregistrent dans des conditions souvent médiocres et à bas coûts leur musique dans les pays de l'Est ou à grand coup d'électronique. Une exception à laquelle nous tenions en raison du caractère historique, culturel et patrimoniale de l'émission. Nous sommes fiers et heureux d'avoir fait jouer des musiciens français dans un studio français. » Plus récemment, Léonard Le Cloarec se voit également confier la composition des musiques de documentaires et d’émissions télé. Parmi lesquels : Si les murs pouvaient parler (présentée par Stéphane Bern), La Guerre des trônes (présentée par Bruno Solo), C’est bon à savoir (présenté par Michel Cymes), Le Secret des bâtisseurs de pyramides (pour Canal+) et d’autres programmes pour France Télévision, tels que Terres Extrêmes, Attila, l’énigme des Huns, la Guerre de Troie, entre mythe et réalité.

## Œuvre

### Bandes originales (compositions)
- 2008 : Rouges terres (docu-fiction)
- 2009 : Interlignes (documentaire)
- 2011 : Head story (docu-fiction)
- 2013-2021 : Secrets d'Histoire (série documentaire)
- 2017-2021 : La Guerre des trônes : La Véritable Histoire de l'Europe (série documentaire)
- 2019 : Terres Extrêmes (série documentaire)
- 2019 : Ace de Tim Zakerin (court-métrage)
- 2020-2021 : Les Secrets des Bâtisseurs de pyramides (série documentaire)
- 2020-2021 : C’est bon à savoir (émission de télévision)
- 2020-2021 : Si les murs pouvaient Parler (série documentaire)
- 2020 : Attila, l’énigme des Huns (docu-fiction)
- 2021 : La Guerre de Troie, entre mythe et réalité (docu-fiction)

### Albums (collaborations)
- 2009 : Cœurs à corps de Faton Cahen
- 2011 : Amalgama de Faton Cahen
- 2013 : The Incredible Big Band de Bertrand Allagnat
- 2015 : Mistinguett, reine des années folles
- 2017 : Caravelle de Polo & Pan
- 2017 : The Shadows de Strange and Majik
- 2019 : Corpse Flower de Jean-Claude Vannier et Mike Patton
- 2021 : Feel Good de Polo & Pan

### Ciné-concerts
- 2007 : Le comte de Monte-Cristo d'Emmett J. Flynn, festival d'Aneres
- 2007 : La Terre d'André Antoine, festival d’Uncastillo
- 2008 : Le Diabolique Docteur Mabuse de Fritz Lang, festival d'Aneres
- 2009 : Metropolis de Fritz Lang, Sept Parnassiens
- 2010 : Le Golem de Paul Wegener, festival d'Aneres
- 2012 : Aelita de Fritz Lang, cinéma de Meaux
- 2014 :  Feu Matthias Pascal, festival d'Anères
- 2018 : La Princesse Mandane, festival d’Anères
- 2019 : La Galerie des monstres de Marcel L'Herbier, 50 ans du CNC et festival d’Anères